# Szefer
Szefer (hebr. שפר; oficjalna pisownia w ang. Shefer) – moszaw położony w Samorządzie Regionu Merom ha-Galil, w Dystrykcie Północnym, w Izraelu.

## Położenie
Leży w północnej części Górnej Galilei w pobliżu góry Meron (1 208 m n.p.m.).

## Historia
Moszaw został założony w 1950 przez imigrantów z Afryki Północnej.

## Gospodarka
Gospodarka moszawu opiera się na sadownictwie.